# Keiichi Tanaami

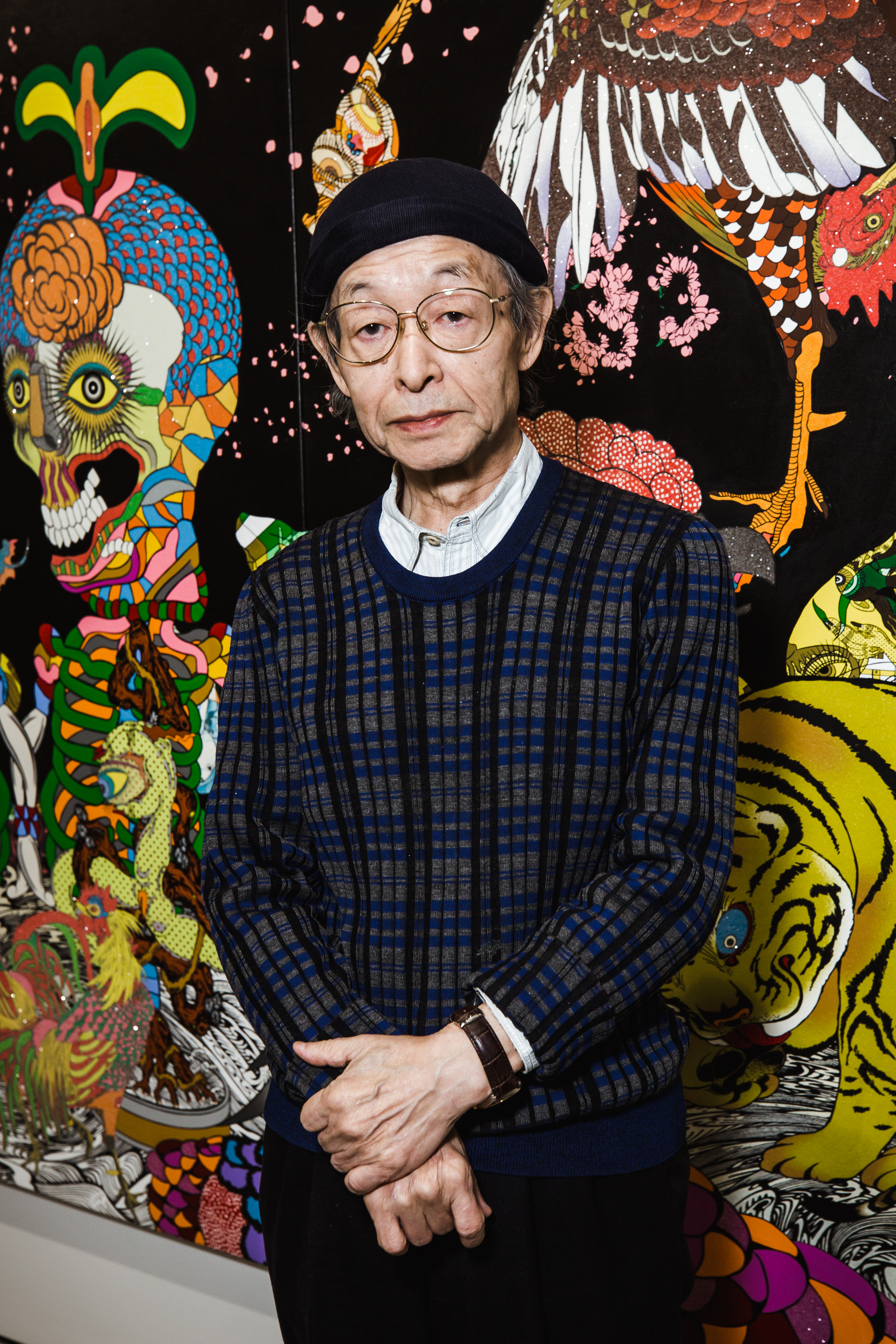
Keiichi Tanaami, 2017

Keiichi Tanaami (jap. 田名網 敬一; Tanaami Keiichi; * 21. Juli 1936 in der Präfektur Tokio; † 9. August 2024) war einer der einflussreichsten japanischen Künstler. Seine Arbeiten waren und sind ausschlaggebend für die Entwicklung der japanischen Pop-Art. Tanaami galt damit als Vorreiter und geistiger Ziehvater einer Reihe japanischer Kunstgrößen, so etwa Takashi Murakami und Tabaimo.

## Biographie
Tanaami studierte Grafikdesign an der Kunsthochschule Musashino und schloss nie ein Studium der bildenden Kunst ab, dennoch bewegte er sich mühelos in unterschiedlichen Medien und Formensprachen. Innerhalb kürzester Zeit wurde er als erfolgreicher Illustrator und Grafikdesigner national und international bekannt.
Im Zweiten Weltkrieg erlebte Tanaami im Alter von 9 Jahren (1945) die US-Luftangriffe auf Tokio. Kampfflugzeuge, Totenköpfe oder Raketen sind Motive die, durch die traumatischen Erlebnisse bedingt, wiederholt in seinem späteren Werk auftauchen.
1969 besuchte Tanaami erstmals die Vereinigten Staaten, wo er unter anderem auf Andy Warhol traf. Dessen künstlerische Auseinandersetzung mit der amerikanischen Konsumgesellschaft und deren Auswüchse sollte Tanaamis Arbeit nachhaltig beeinflussen. 1975 wurde Keiichi Tanaami der erste Art Director des japanischen Playboys. Im Zuge dessen wurde sein künstlerisches Schaffen provokativer und experimenteller.
Im Alter von 45 (1981) zwang ihn als weitere Schicksalsschlag eine schwere Krankheit zu einem viermonatigen Krankenhausaufenthalt, der seine Arbeit stark beeinflusste. Unter starkem Medikamenteneinfluss halluzinierte er dort nach eigenen Angaben jede Nacht und war unfähig Wirklichkeit und Illusion zu unterscheiden. «Träume und Realität werden in meinen Erinnerungen durcheinandergebracht und in meinem Kopf in diesem zweideutigen Zustand gespeichert.» (Keiichi Tanaami, Interview mit der Galerie Gebrüder Lehmann)
Keiichi Tanaami lehrte ab 1991 an der Kyoto University of Art and Design, wo er als Leiter des Lehrstuhls für Informationsdesign tätig war.
Er lebte und arbeitete in Tokio. Er starb am 9. August 2024 im Alter von 88 Jahren.

## Werk

### Themen und Motive
Keiichi Tanaami arbeitet in unterschiedlichen Medien: angefangen mit Grafiken und Zeichnungen, schuf er vor allem in 1960er–1970er Jahren mehrere Collagen und Videoarbeiten, wonach malerische Werke und Skulptur folgten. Sein künstlerischer Stil zeichnet sich durch grelle Farben, dichtes Neben- und Übereinander von unterschiedlichen Motiven und psychedelisch anmutende Bilder aus.
Als Kind erlebte Tanaami die Atombombenabwürfe auf Hiroshima – diese traumatischen Eindrücke werden ihn und sein künstlerisches Schaffen das ganze Leben lang begleiten. Nach dem Studium fand sich Tanaami inmitten von rasanten sozialen und kulturellen Entwicklungen, auf die er mit seiner Kunst reagieren wollte. Er näherte sich dem Neo-Dada-Kreis und arbeitete mit Ushio Shinara, dem Anführer der japanischen Neo-Dada-Bewegung, sowie mit Robert Rauschenberg und Michel Tapié, als diese Japan besuchten. Die Kunst des Absurden wurde zum Mittel, die Sinnlosigkeit des Krieges und den Protest gegen Gewalt zum Ausdruck zu bringen.
Kennzeichnend für diese Zeit war vor allem der wachsende Massenkonsum. Tanaami lernte diese Prozesse während seines Aufenthalts in den USA gut kennen, schnell wurden sie zu vordergründigen Motiven in seinen Werken. Eine wichtige Rolle spielte für ihn die Kunst von Andy Warhol – sie hat den japanischen Künstler nicht nur thematisch und ästhetisch beeinflusst, sondern veranlasste ihn auch dazu, Auftragsgrafik und freie Kunst miteinander zu verbinden, sich also künstlerisch mehreren Techniken und Medien zu widmen und sich nicht bloß auf Grafik zu beschränken.
Fasziniert vom Medium Film, taucht Tanaami bereits als Jugendlicher in die zauberhafte Welt des Kinos. Später wird die Filmästhetik zum wichtigen Teil seines Werkes. Ein großes Interesse zeigt der Künstler auch für die Musikkultur. Die Gestaltung verschiedener Plattenhüllen von weltweit erfolgreichen Bands wie The Monkees oder Jefferson Airplane verhalfen Tanaami schon bald zu internationaler Anerkennung.
Nicht zuletzt spielte die Proklamierung der sexuellen Freiheit, die nach Amerika die Küsten Japans allmählich erreichte, eine wichtige Rolle in Tanaamis Werk. Explizite erotische Szenen aus japanischen Holzschnitten vermischen sich in seinen Arbeiten mit den Bildern von Hollywood-Schönheiten.

### Merkmale des Stils
Keiichi Tanaami hat eine besondere Bildsprache entwickelt, die die westliche Pop-Art mit den östlichen traditionellen Kunstmotiven kaleidoskopisch verschränkt. Daraus entsteht ein Universum, das psychedelische Albträume, japanisches Papiertheater [Kamishibai], „die USA, Japan, die Exzesse, die Tradition, die Gegenkultur, die Comics, Manga, die Frauen, die Albdrücke des Krieges, die Reproduzierbarkeit der Kunst, die Abgründe und Untiefen des paradis artificiels“ vereint. (Stefano Stoll: Die Zeichnungen Keiichi Tanaamis. Künstlergeständnisse)

„Die Kunst Tanaamis ist halluzinogen. Sie besingt gleichzeitig das, was war, und das, was nie werden kann. Sie fordert die Gesamtheit des Sensoriums heraus und bringt den Betrachter aus der Balance. Aus Gewissheiten wird Zerbrechliches. Böden wie Wände geraten ins Schwanken. Die Geometrie verliert ihre Formen. Die Gegenstände sind wie unterwegs. Motive bieten keine messbaren Bezugspunkte mehr, während Maße wie Perspektiven in die Irre führen. Linien ergreifen die Flucht. Aber diesen Rauschzuständen wohnt ein Misterium inne. Als würden sie versuchen, ein Bewusstsein des Göttlichen freizusetzen.“

## Einzelausstellungen (Auswahl)
- 1986: The World of Keiichi Tanaami – PASSAGE IN THE AIR. Shibuya Seibu Seed Hall, Tokyo
- 1987: Keiichi Tanaami. Annecy Chateau Museum, France
- 1989: New Works of Keiichi Tanaami – LAW OF THE FOREST. Shibuya Seibu Seed Hall, Tokyo
- 1990: LAW OF THE FOREST. Seibu Hall, Shiga
- 1991: SPIRAL FOREST-2. Nogizaka Art Hall, Tokyo
- 1992: The World of Keiichi Tanaami. Ikeda 20th Century Museum, Shizuoka
- 1994: Keiichi Tanaami-Works of Print 1967–1994. Kawasaki City Museum, Kanagawa
- 1994: Keiichi Tanaami’s Film-Image of Memory. AV Hall, Kawasaki City Museum, Kanagawa
- 1995: Keiichi Tanaami Print Exhibition-Resembling. Gallery Vivant, Tokyo
- 1996: Keiichi Tannami-100 Prints. Chukyo University C-Square, Nagoya
- 1998: Variation by Dry-Point. Gallery Vivant, Tokyo
- 2000: Keiichi Tanaami Graphic Works in the 60’s. Gallery 360°, Tokyo
- 2001: Goldfish Exhibition by Keiichi Tanaami. Tokyo International Forum・Exhibition space, Tokyo
- 2002: Keiichi Tanaami 3000 Drawings. Gallery 360°, Tokyo
- 2002: Keiichi Tanaami-Goldfish Lurking in a Glorious View. graf media gm, Osaka
- 2003: Collage of FLOWERS by Keiichi Tanaami. Art Space Eumeria, Tokyo
- 2003: Keiichi Tanaami-GET BACK. Gallery 360°, Tokyo
- 2004: DISCO UNIVERSITY with Naohiro Ukawa, KPO Kirin Plaza Osaka, Japan
- 2004: Keiichi Tanaami _ Big Playground City. IDEE, Kyoto
- 2004: Keiichi Tanaami – Ascension Furniture. graf media gm, Osaka
- 2005 Solo Exhibition, Transplant Gallery, New York
- 2005: Films of Keiichi Tanaami and Graphic 100. the Norwegian International Film Festival, Norway
- 2006: Keiichi Tanaami – KAMON. Paul Smith 9 Albemarls Street Shop, London
- 2006: Layers of Keiichi Tanaami. Gallery AUBE, Kyoto University of Art and Design, Kyoto
- 2006: TANAAMISM. Ginza Graphic Gallery, Tokyo
- 2007: DAYDREAM. NANZUKA UNDERGROUND, Tokyo
- 2008: Colorful. Nanzuka Underground Gallery, Tokyo
- 2008: DAYTRIPPER. Art & Public –Cabinet PH, Geneva
- 2008: Spiral. Galerie Gebr. Lehmann, Berlin
- 2009: Kannooon. Nanzuka Underground Gallery, Tokyo
- 2009: Spiral 2. Galerie Gebr. Lehmann, Dresden
- 2010: Wander in The Chaos World – Keiichi Tanaami’s Fantastic World. The OCT Art & Design Gallery, Shennan, China
- 2011: Dividing Bridge. Nanzuka Underground, Tokyo
- 2011: Drawings and Collages 1967–1975. Galerie Gebr. Lehmann, Berlin
- 2012: Drawn Films. 1971–2009. Galerie Gebr. Lehmann, Dresden
- 2012: NO MORE WAR. STUDIOLO, Zürich
- 2013: Keiichi Tanaami. Karma International, Zürich
- 2013: Keiichi Tanaami. Schinkel Pavillon, Berlin
- 2013: Killer Joe’s, Part 2. NANZUKA, Tokyo
- 2018 Dream of Human Metamorphosis, Galerie Gebr. Lehmann, Dresden[6]
- 2018 Keiichi Tanaami, Guangzhou K11, Guangzhou, Guangdong, China
- 2018 Perfect Cherry Blossom, Nanzuka, Tokyo
- 2019 Keiichi Tanaami, Kunstmuseum Luzern in Kooperation mit dem Fumetto Comic Festival Luzern, Luzern[7]